# 결속밴드 라이브 -항성-
《결속밴드 라이브 -항성-》(일본어: 結束バンドLIVE-恒星- 겟소쿠 반도 라이부 고세이[*])은 일본의 텔레비전 애니메이션 《봇치 더 록!》의 작중에 등장하는 밴드 결속 밴드가 2023년 5월 21일에 Zepp Haneda에서 실시한 라이브 공연 및 같은 해 11월 22일에 애니플렉스에서 발매된 라이브 비디오다.
2023년 4월 23일에 개최된 이벤트 '봇치 더 록! 입니다.'의 종반에서 자신 최초의 원맨 라이브 '결속밴드 라이브 -항성-'이 Zepp Haneda에서 개최되는 것이 발표되어 같은 해 4월 30일까지 티켓의 선행 신청이 접수되었다.
같은 해 5월 13일, 티켓의 일반 판매가 개시되었다.

## 출시
2023년 9월 8일, '결속밴드 라이브 -항성-'을 Blu-ray Disc와 DVD로 완전 생산 한정판으로서 발매하는 것을 발표. Blu-ray Disc 및 DVD는 3매조로 구성되어, '결속밴드 라이브 -항성-'의 라이브 영상 외에, 특전 영상으로서 '봇치 더 록!'의 이벤트 영상, '결속밴드 라이브 -항성-'의 메이킹 영상, '봇치 더 록!'의 웹 프로그램인 '기타 히어로로의 길'의 번외편 영상이 수록된다.
같은 해 11월 19일, '결속밴드 라이브 -항성-'의 극장 상영을 기념한 무대 인사가 신주쿠 발트 9에서 행해졌다. 이 이벤트에는, 결속 밴드의 캐스트 4명이 출연했다.
| 형태             | 표준         | 규격품번   | 출처  |
| ---------------- | ------------ | ---------- | ----- |
| 완전 생산 한정판 | Blu-ray Disc | ANZX-10294 | [ 7 ] |
| 완전 생산 한정판 | DVD          | ANZB-10294 | [ 8 ] |

2024년 1월 18일부터 라이브 음원 각 곡의 인터넷 스트리밍이 각종 음악 스트리밍 서비스에서 시작되어, 오리콘의 디지털 앨범 랭킹에서 1위를 획득했다.

## 수록 내용

### Disc 1
| #   | 제목                                | 재생 시간 |
| --- | ----------------------------------- | --------- |
| 1.  | 〈ひとりぼっち東京〉                |           |
| 2.  | 〈ギターと孤独と蒼い惑星〉          |           |
| 3.  | 〈ラブソングが歌えない〉            |           |
| 4.  | 〈Distortion!!〉                    |           |
| 5.  | 〈ひみつ基地〉                      |           |
| 6.  | 〈カラカラ〉                        |           |
| 7.  | 〈あのバンド〉                      |           |
| 8.  | 〈小さな海〉                        |           |
| 9.  | 〈なにが悪い〉                      |           |
| 10. | 〈青い春と西の空〉                  |           |
| 11. | 〈忘れてやらない〉                  |           |
| 12. | 〈星座になれたら〉                  |           |
| 13. | 〈フラッシュバッカー〉              |           |
| 14. | 〈転がる岩、君に朝が降る〉 (앙코르) |           |
| 15. | 〈光の中へ〉 (앙코르)               |           |
| 16. | 〈青春コンプレックス〉 (앙코르)     |           |

### Disc 2
| #  | 제목                                                         | 재생 시간 |
| -- | ------------------------------------------------------------ | --------- |
| 1. | 〈ぼっち・ざ・ろっく！です。〉 (2023년 4월 23일 개최 이벤트) |           |

### Disc 3
| #  | 제목                            | 재생 시간 |
| -- | ------------------------------- | --------- |
| 1. | 〈Making of -恒星-〉            |           |
| 2. | 〈ギターヒーローへの道 番外編〉 |           |

## 연주
- 하세가와 이쿠미: Vocal(#1~5, 7, 8 10~13, 15, 16)
- 미즈노 사쿠(일본어판): Vocal(#6)
- 스즈시로 사유미: Vocal(#9)
- 아오야마 요시노: Vocal(#14), Guitar(#14)
- 이쿠모토 나오키: Guitar
- 이가라시 카츤도: Guitar
- 야먀사키 히데아키: Bass
- 이시이 유야: Drums